# Los Fresnos
Los Fresnos è un centro abitato degli Stati Uniti d'America, situato nella contea di Cameron dello Stato del Texas.
Situata nel centro-sud della contea, la città deve il nome ai fresnos (Fraxinus berlandieriana) sparsi nei boschi e lungo i torrenti.

## Geografia fisica
Los Fresnos è situata a 26°04′24″N 97°28′41″W (26.073216, -97.478164).
Secondo lo United States Census Bureau, ha un'area totale di 2,5 miglia quadrate (6,5 km²), di cui 2,4 miglia quadrate (6,2 km²) di terreno e 0,1 miglia quadrate (0,26 km², 3.97%) d'acqua.

## Società

### Evoluzione demografica
Secondo il censimento del 2000, c'erano 4.512 persone, 1.296 nuclei familiari, e 1.092 famiglie residenti nella città. La densità di popolazione era di 1.868,9 persone per miglio quadrato (722,9/km²). C'erano 1.480 unità abitative a una densità media di 613,0 per miglio quadrato (237,1/km²). La composizione etnica della città era formata dall'81,96% di bianchi, lo 0,42% di afroamericani, lo 0,13% di nativi americani, lo 0,02% di asiatici, lo 0,09% di isolani del Pacifico, il 14,38% di altre razze, e il 2,99% di due o più etnie. Ispanici o latinos di qualunque razza erano l'84.62% della popolazione.
C'erano 1.296 nuclei familiari di cui il 53,5% avevano figli di età inferiore ai 18 anni, il 63,7% erano coppie sposate conviventi, il 17,7% aveva un capofamiglia femmina senza marito, e il 15,7% erano non-famiglie. Il 14,2% di tutti i nuclei familiari erano individuali e il 7,7% aveva componenti con un'età di 65 anni o più che vivevano da soli. Il numero di componenti medio di un nucleo familiare era di 3,48 e quello di una famiglia era di 3,86.
La popolazione era composta dal 36,4% di persone sotto i 18 anni, il 9,2% di persone dai 18 ai 24 anni, il 29,2% di persone dai 25 ai 44 anni, il 17,1% di persone dai 45 ai 64 anni, e l'8.1% di persone di 65 anni o più. L'età media era di 28 anni. Per ogni 100 femmine c'erano 93,8 maschi. Per ogni 100 femmine dai 18 anni in giù, c'erano 84,6 maschi.
Il reddito medio di un nucleo familiare era di 25.793 dollari, e quello di una famiglia era di 27.670 dollari. I maschi avevano un reddito medio pro capite di 20.459 dollari contro i 17.904 dollari delle femmine. Il reddito medio pro capite era di 9.507 dollari. Circa il 28,5% delle famiglie e il 34,2% della popolazione erano sotto la soglia di povertà, incluso il 43,8% di persone sotto i 18 anni e il 22,4% di persone di 65 anni o più.